# Elsa Grünewald
Elsa Jeanette Grünewald, född den 9 juni 1907 i Stockholm, död där den 22 februari 1988 på Långbro Sjukhus, var en svensk målare och tecknare.

## Biografi
Elsa Grünewald var näst yngst bland tretton syskon, syster till Isaac Grünewald, och växte upp på Södermalm i Stockholm. Familjen Grünewald bodde på Södermalm liksom så många ortodoxa judar som flytt trakasserier och förföljelser i östra Europa. Fadern Berhard Grünewald var gårdfari- och antikvitetshandlare. Efter att ha avslutat den sexåriga folkskolan, fick Elsa Grünewald plats som springflicka. Hon gick elev vid modehuset Regent, men fick därefter ingen fast anställning. Man ansåg att hon var slarvig och utan stil[källa behövs]. Detta gjorde henne deprimerad och hon hjälpte därefter modern i hemmet en tid utan att få några anställningar. I övre tonåren blev hon allt oroligare, vilket sommaren 1930 ledde till ett sammanbrott och hon togs in på Långbro sjukhus. Hon skrevs därefter in och ut för att till sist 1937 skrivas in på det psykiatriska sjukhuset, där hon blev kvar i 50 år som kroniker fram till sin död.
På sjukhuset fick hon behandlingar enligt tidens sed, men deltog även i terapin i vävsalen. Där vävde hon inte mycket utan ritade med de få kritor hon hade. Vid början av 1950-talet blev hon till följd av modern medicinering bättre och mera medveten om sin omgivning. Hon började nu teckna och måla, fast med en begränsad motivkrets som omfattade ansikten och blomstilleben i en mängd variationer. Vid sin död efterlämnade Elsa Grünewald kartonger med omkring tusen teckningar. De donerades 2005 till Mentalvårdsmuseet i Säter. Hennes arbeten från 1930- och 1940-talet har gått förlorade.
På senare tid har Elsa Grünewalds konst uppmärksammats på utställningar, bland annat vid Millesgården. Hennes verk betraktas nu som särlingskonst eller art brut, en beteckning för konst som utförts av särlingar och outsiders.